# Club omnisports
 (avril 2019).
Si vous disposez d'ouvrages ou d'articles de référence ou si vous connaissez des sites web de qualité traitant du thème abordé ici, merci de compléter l'article en donnant les références utiles à sa vérifiabilité et en les liant à la section « Notes et références ».
Un club omnisports est un club sportif qui gère, sous une même organisation, plusieurs disciplines sportives distinctes.

## Fédérations en France

### À l'origine, les Fédérations affinitaires
Les grandes fédérations affinitaires françaises, la Fédération sportive et culturelle de France (FSCF, 1898), l'Union française des œuvres laïques d'éducation physique (UFOLEP, 1928), la Fédération sportive et gymnique du travail (FSGT, 1934) et l'Union nationale des clubs universitaires (UNCU, 1974) sont à l'origine des groupements multisports et fédèrent toujours la majorité de ces associations. Elles sont regroupées au sein du CNOSF dans le collège des fédérations affinitaires et multisports.

### La Fédération française des clubs omnisports (FFCO)
En France, les clubs omnisports sont représentés depuis 1988 au sein du Comité national olympique et sportif français (CNOSF) par la Fédération française des clubs omnisports (FFCO), présidée par Gérard Perreau-Bezouille.
En octobre 1978, Marcel Draghi, alors président de l'Athletic Club de Boulogne-Billancourt (ACBB), organise dans son club un colloque sur les clubs omnisports avec l'aide de Georges Gorce, député-maire de Boulogne-Billancourt. De nombreux présidents de clubs y assistent, et les débats mettent en évidence la spécificité des clubs omnisports et les problèmes rencontrés par ceux-ci.
Aujourd'hui cette fédération regroupe la plupart des clubs omnisports, quels que soient leurs origines, affinitaires, professionnelle, municipale. Cela correspond à un besoin de s'unir et de se revoir pour débattre de nouveau qui se dégagea de ce colloque. A est d'abord né le Groupement national des clubs omnisports (GNCO). Celui-ci va alors pendant dix ans, de 1978 à 1988, rassembler un nombre croissant d'adhérents et s'imposer dans le sport français comme la voix des clubs omnisports.
Le nombre et la diversité de ses membres, petits et grands, prestigieux et peu connus, citadins et ruraux, lui permet de s'exprimer au nom de tous. Le 19 novembre 1988, le GNCO décide d'adapter ses structures à sa représentativité : son assemblée générale prend la décision de le transformer en Fédération.
En 1989, le maire de Mérignac, Michel Sainte-Marie, met des locaux de sa ville à la disposition de la FFCO Le 14 octobre 1989, Roger Bambuck, alors secrétaire d’État à la jeunesse et aux sports, se rend en Gironde pour inaugurer le siège de la Fédération. Agréée par le Ministère de la Jeunesse et des Sports, la FFCO ne cesse depuis 1989 de se développer. Elle a renforcé son rôle de porte-parole des clubs omnisports et a développé un service d'assistance aux clubs dans leur administration et gestion quotidienne. Elle les accompagne dans la mutation en cours pour prendre en compte l'évolution de la demande sportive et intégrer les grands enjeux sociétaux, s'associer dans les politiques éducatives
En janvier 1995, la FFCO ouvre aux clubs unisports qui le souhaitent la possibilité d'adhérer au Collège unisport.
LA FFCO adhère au CNOSF puis développe un travail important autour de la littératie sportive, le sport tout au long de la vie, une théorie de l'omnisports.
Fin 2021, elle regroupe 501 clubs adhérents et 397 clubs associés, illustrant une progression continue.
Il existe quelques autres structures regroupant des clubs omnisports sur la base d'une spécificité corporatiste (clubs universitaires, clubs cheminots, clubs gaziers...) La plus connue est la Fédération sportive des ASPTT.

### ASPTT Fédération Omnisports
La Fédération sportive des ASPTT (FSASPTT), aussi désignée en tant que ASPTT Fédération Omnisports, est une fédération de clubs omnisports créée en 2005. Cette fédération a succédé à différentes structures sportives plus anciennes.

## Organisation
Généralement, les clubs omnisports ont des sections professionnelles et d'autres amateurs dans différentes disciplines comme le football, le basket-ball, le futsal, le baseball, le tennis, l'aviron, le handball, l'athlétisme, etc. Ainsi, tous les sportifs du club participent à leurs compétitions sous les couleurs de ce club.

## Les clubs omnisports dans le monde
Les clubs omnisports existent partout et sont de vraies institutions nationales.

### Liste de clubs omnisports
Quelques exemples :
- Algérie :ES Sétif USM Alger, MC Alger, JSM Béjaïa, JS Kabylie, ASM Oran, MC Oran, WA Tlemcen
- Allemagne : Borussia Dortmund, Hambourg SV, Bayer Leverkusen, SC DHfK Leipzig, SC Magdebourg, Bayern Munich, Schalke 04, VfB Stuttgart
- Argentine : River Plate, Boca Juniors, Vélez Sársfield, Ferro Carril Oeste
- Belgique : RSC Anderlecht, Standard de Liège, RFC Liège, KAA La Gantoise
- Bosnie-Herzégovine :  Borac Banja Luka, Zrinjski Mostar (en)
- Brésil : Botafogo, Flamengo, Portuguesa de Desportos, Vasco da Gama
- Bulgarie : CSKA Sofia, Levski Sofia, Lokomotiv Sofia, Slavia Sofia
- Croatie : HAŠK Mladost
- Chypre : AEL Limassol, APOEL Nicosie
- Danemark : Aalborg BK, AGF Aarhus, Kjøbenhavns Boldklub
- Égypte : Al Ahly SC, Zamalek SC
- Espagne : FC Barcelone, Real Madrid, CD Numancia, Atlético de Madrid, Betis Séville, Real Sociedad
- France : Racing CF, Stade français, Paris université club, Paris Jean-Bouin, Stade marseillais université club, Lyon olympique universitaire, FC Lyon, Stade poitevin, ASPTT Limoges, Girondins de Bordeaux, Stade bordelais, Sport athlétique mérignacais, Stade montois, Aviron bayonnais, Section paloise, Avant-garde de la Motte de Vesoul, Paris Saint-Germain, GFC Ajaccio, US Créteil, USM Malakoff, US Ivry, AS Monaco, SC Abbeville, US Dax
- Géorgie : Dinamo Tbilissi
- Grèce : Panathinaïkós, Olympiakós Le Pirée, AEK Athènes, PAOK Salonique, Aris Salonique, Iraklis Salonique
- Inde : Mohun Bagan Athletic Club, Sporting Clube do Goa, Dempo Sports Club
- Israël : Maccabi Tel-Aviv, Maccabi Haïfa, Hapoël Tel-Aviv
- Italie : SS Lazio
- Maroc : Wydad AC, Fath US, Racing AC, Kénitra AC, Racing UC, US Fès, Maghreb AS, OC Khouribga, RS Berkane, Tihad AS, Raja CA, Association Sportive des FAR, AS Salé, IR Tanger, COD Meknès.
- Mexique : Chivas de Guadalajara
- Paraguay : Club Olimpia
- Pays-Bas : PSV Eindhoven
- Pologne : Cracovia, GKS Katowice, GKS Tychy, Legia Varsovie, Polonia Varsovie
- Portugal : SL Benfica, Sporting CP, FC Porto, Académica de Coimbra
- Qatar : Al-Sadd SC, Qatar SC
- Roumanie : CSA Steaua Bucarest, CS Universitatea Cluj-Napoca, Rapid Bucarest, Dinamo Bucarest, CSM Constanța
- Russie : CSKA Moscou, Spartak Moscou, Dinamo Moscou, Zénith Saint-Pétersbourg
- Serbie : Étoile rouge de Belgrade, Partizan Belgrade
- Suède : AIK, Djurgårdens IF, Örgryte IS, IFK Göteborg
- Suisse : Servette FC, Lausanne-Sports, Grasshopper Club Zurich
- Tchéquie : Sparta Prague, Slavia Prague
- Tunisie : Espérance sportive de Tunis, Étoile sportive du Sahel, Club africain, Club sportif sfaxien, Union sportive monastirienne, Stade tunisien, El Makarem de Mahdia, Étoile sportive de Radès
- Turquie : Beşiktaş, Fenerbahçe, Galatasaray

### Principaux clubs omnisports
- Si vous ne connaissez pas le sujet, laissez ce bandeau (vous pouvez alors contacter les auteurs).
- Si vous supprimez le contenu mis en cause (vous pouvez préalablement contacter les auteurs),

argumentez précisément cette suppression dans la page de discussion
(un manque de référence n'est pas un argument ; une recherche réelle de référence doit avoir été effectuée, être formellement documentée).
Exemples de grands clubs omnisports du monde :

#### Fenerbahçe Spor Kulübü (Turquie)
Fenerbahçe SK d'Istanbul en Turquie. Sa branche la plus populaire est le football mais le club est également représenté dans des sports tels que le basket-ball, le volley-ball, l'aviron, la boxe, la voile, l'athlétisme, la natation et le tennis de table. On estime le nombre de fans à 25 millions, ce qui en fait le club le plus populaire de Turquie. Preuve en est, c'est lui qui détient la meilleure affluence de tout le championnat de Turquie de football. En 2006, la section basket-ball du Fenerbahçe reçoit le soutien de la marque Ülker (auparavant associé à l'Ülker Istanbul, qui était devenu le deuxième meilleur club du pays après l'Efes Pilsen) pour ainsi construire une entité plus forte.

#### Futbol Club Barcelona(Espagne)
FC Barcelone est fondé le 29 novembre 1899. De nombreuses sections figurent parmi les meilleurs clubs européens dans leur discipline, les sections de football, rink hockey, basket-ball, handball remportant toutes la meilleure compétition au niveau européen, respectivement Ligue des champions de l'UEFA, la Ligue européenne de rink hockey, l'Euroligue, la Ligue des champions de l'EHF. En plus de ces sections, le club compte d'autres sections professionnelles, comme celle du hockey sur glace. Elles sont financées par la section football et portent le même maillot.
Le club a également plusieurs sections amateurs de rugby à XV, basket-ball féminin, de football féminin et même de basket-ball handisport. D'autres sportifs sont engagées dans des compétitions de hockey sur gazon, de football à cinq, d'athlétisme, de baseball, de cyclisme, de patinage artistique et de volley-ball. Avec plusieurs trophées dans toutes les disciplines et plus de 100 000 sportifs, le FC Barcelone est un club essentiel sur la carte du sport mondial. On estime son nombre de supporters à 5 millions, principalement en Catalogne.

#### Panathinaïkós Athlitikos Omilos (Grèce)
Le Panathinaïkós d'Athènes en Grèce. Ce club est présent dans 24 sports et a remporté plus de 487 titres (en juin 2006). Il est surtout connu pour ses trois équipes professionnelles de football, de basket-ball et de volley-ball, qui participent aux plus grandes compétitions européennes (Ligue des champions, Euroligue et Top Teams Cup), mais il a également obtenu d'autres titres dans ses sections amateurs. Le nombre de fans du Pana est estimé à 4 millions (3 millions en Grèce et 1 million pour la diaspora grecque).

#### Racing Club de France (France)
Le Racing Club de France est un club omnisports parisien membre de la F.F.C.O. Ce club est fondé le 20 avril 1882 sous le nom de « Racing Club ». C'est à l'origine un club d'athlétisme. Le Racing Club change de nom pour adopter celui de Racing club de France le 21 novembre 1885. Il est à l'origine en 1887 du premier grand groupement sportif français omnisports, l'Union des sociétés françaises de sports athlétiques (USFSA) disparu en 1919 et a directement contribué à l'organisation et au succès des Jeux olympiques de Paris en 1924. Le club aux couleurs ciel et blanc est le premier club européen en termes d'effectif et de palmarès : [Quand ?]plus de 20 000 membres actifs, 93 médailles olympiques, 53 titres de champion du monde, 30 coupes d'Europe, 115 titres de champion d'Europe et plus de 1 000 titres de champion de France.
Le club compte 17 sections sportives aujourd'hui[Quand ?].

#### Sport Lisboa e Benfica(Portugal)
Le Sport Lisboa e Benfica a des équipes de football, futsal, rink hockey, basket-ball, handball, volley-ball, athlétisme, et d'autres. Benfica a gagné plusieurs titres internationaux, dont les Coupes des Champions 1961 et 1962 au football, la Coupe de futsal de l'UEFA en 2009–2010 (en) en futsal, la Coupe CERS 2011 en rink hockey, trois coupes ibériques et un tournoi Ibérique au rugby et cinq coupes d'Europe d'athlétisme.
Avec 150 000 sportifs, Benfica est un club essentiel dans le sport mondial. Sportifs de renommée mondiale : Eusébio, Rui Costa, Ricardinho en futsal, Telma Monteiro en judo, Vanessa Fernandes en triathlon, parmi d'autres. On estime son nombre de supporters à 14 millions.

#### Sporting Clube de Portugal (Portugal)
Le Sporting Clube de Portugal reste le plus titré de ce pays et le plus titré du monde juste après Barcelone. En effet, le Sporting détient aujourd'hui près de 1 500 titres nationaux et internationaux et ce en ayant découvert et propulsé des sportifs de renommée mondiale tels que : Joaquim Agostinho (cyclisme) Carlos Lopes, Fernando Mamede, Francis Obikwelu, Naide Gomes (athlétisme) Paulo Futre, Luís Figo, Nani, Cristiano Ronaldo (football)... Et bien d'autres. Sans compter les diverses médailles olympiques remportées par les sportifs de ce club. Ces titres viennent confirmer son statut de ptremier club omnisports portugais et ce depuis 1906. Une éthique draconienne fait que cette institution sportive soit restée élitiste en conservant les principes moraux et nobles de son fondateur José Holterman. Ce dernier souhaitait créer un club qui donne une chance à chaque individu de la société de se perfectionner en tant qu'athlète et en tant qu'Homme et ce quelle que soit sa couleur de peau ou son statut social.

#### Stade français (France)
Le club est fondé le 13 décembre 1883, c'est à l'origine un club d'athlétisme.
Le club aux couleurs rouge et bleu compte plus de 12 000 membres actifs pour 80 médailles olympiques et plus de 1 000 titres de champion de France. Il compte aujourd'hui 22 sections sportives. Il est membre de la FFCO.